# Aktisaurus
Aktisaurus es un género extinto de mosasáuridos del Cretácico, encontrado en oriente Estados Unidos. 

## Clasificación

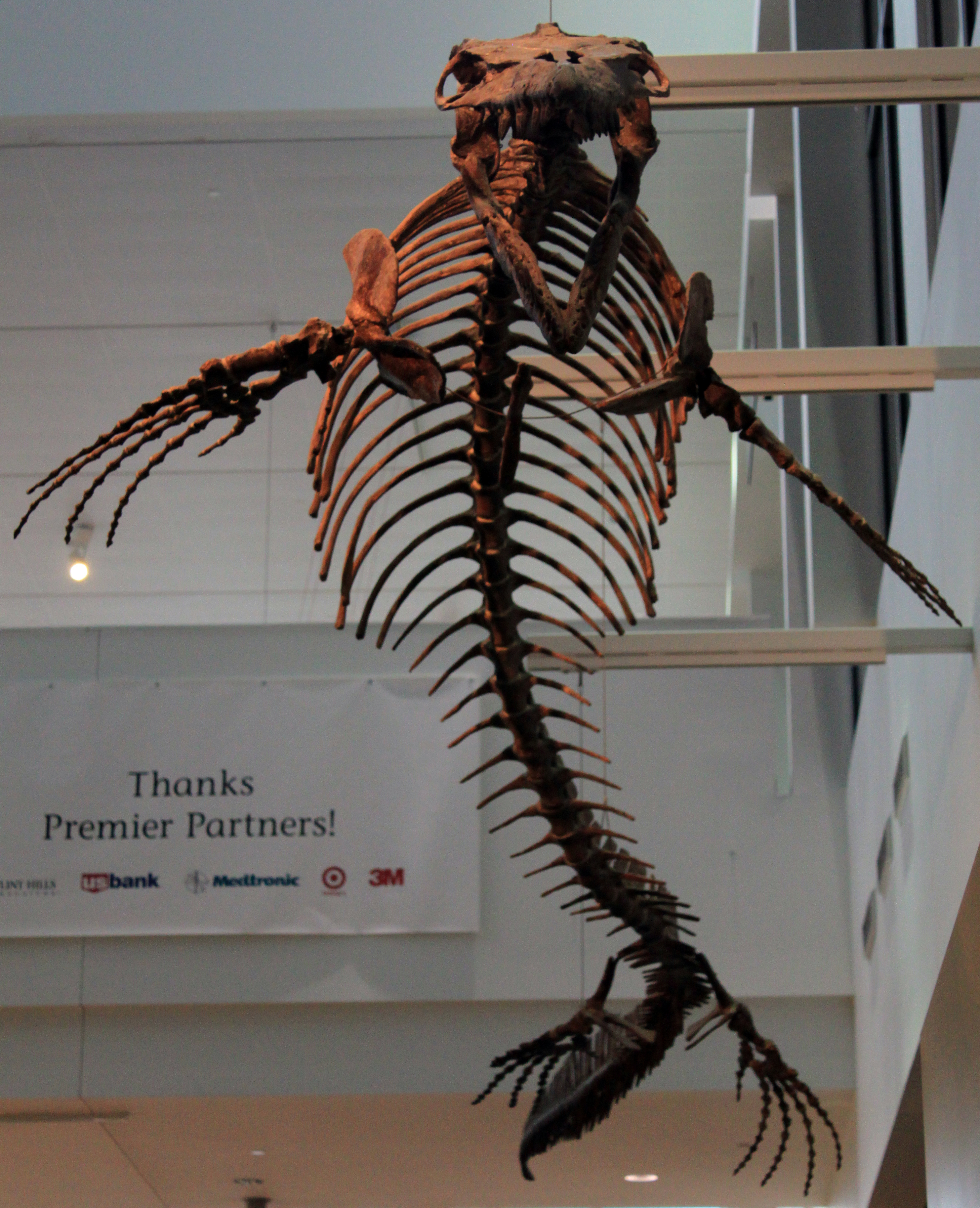
Aktisaurus conodon, Museo de Ciencia de Minnesota.

La especie tipo de Aktisaurus, A. conodon, se describió originalmente en 1881 como una nueva especie de Clidastes, C. conodon. Más tarde, sin embargo, Clidastes conodon fue reasignado a Mosasaurus. Una tesis de 2016 de Hallie Pritchett Street recuperó a M. conodon para que cayera como hermana de Plotosaurus, por lo que el nomen ex dissertationae se erigió para M. conodon.